# Danh sách thành phố của Trung Quốc
Theo sự phân chia hành chính ở nước Cộng hòa Nhân dân Trung Hoa thì có ba cấp đô thị, cụ thể: trực hạt thị là thành phố trực thuộc trung ương đồng cấp với tỉnh; địa cấp thị là thành phố cấp địa khu, trong đó có những thành phố phó tỉnh (phó tỉnh cấp thị); và huyện cấp thị là thành phố cấp huyện, trong đó có những phó địa cấp thị (thành phố cấp phó địa khu).
Thành phố phó tỉnh là những thành phố ngang với cấp địa khu, còn phó địa cấp thị là những thành phố ngang với cấp huyện, nhưng được trao quyền hạn cao hơn các đô thị cùng cấp.
Tính đến ngày 01/01/2020, Trung Quốc đại lục có tổng cộng 684 thành phố, bao gồm: 4 thành phố trực thuộc trung ương; 293 thành phố ngang với cấp địa khu (trong đó có 15 thành phố cấp phó tỉnh, 278 thành phố cấp địa khu); 387 thành phố ngang với cấp huyện (trong đó có 38 thành phố cấp phó địa khu, 339 thành phố cấp huyện và 10 thành phố cấp huyện khác trực thuộc Binh đoàn sản xuất và xây dựng Tân Cương)

## Những thành phố lớn nhất

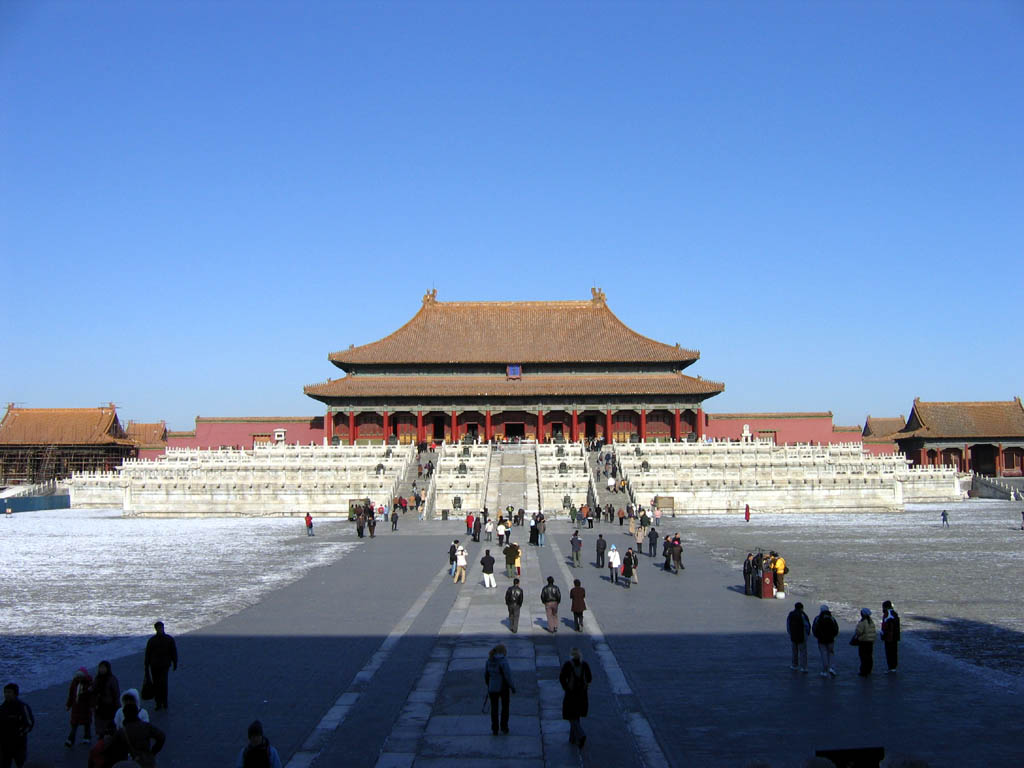
Bắc Kinh.

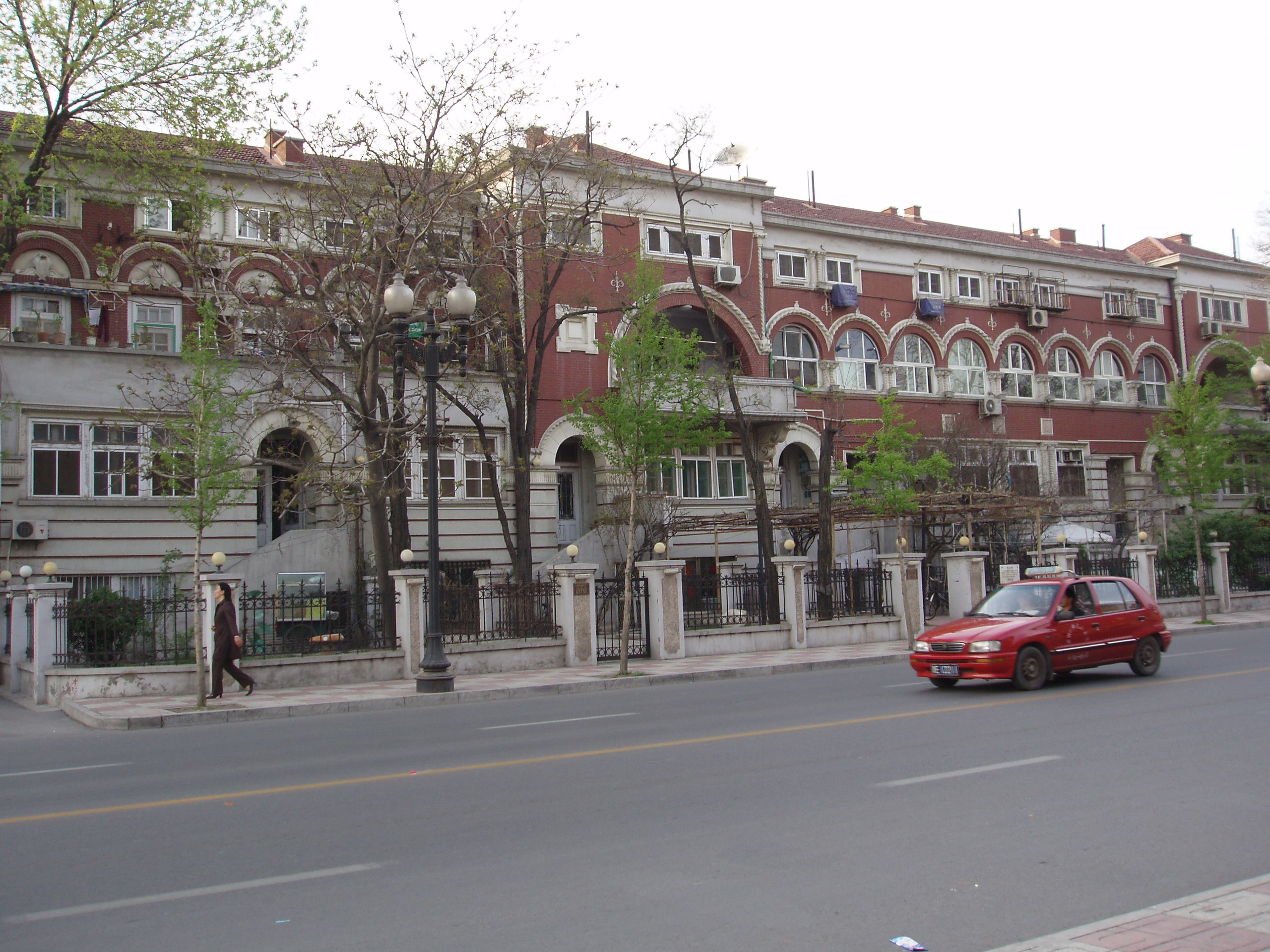
Thiên Tân.

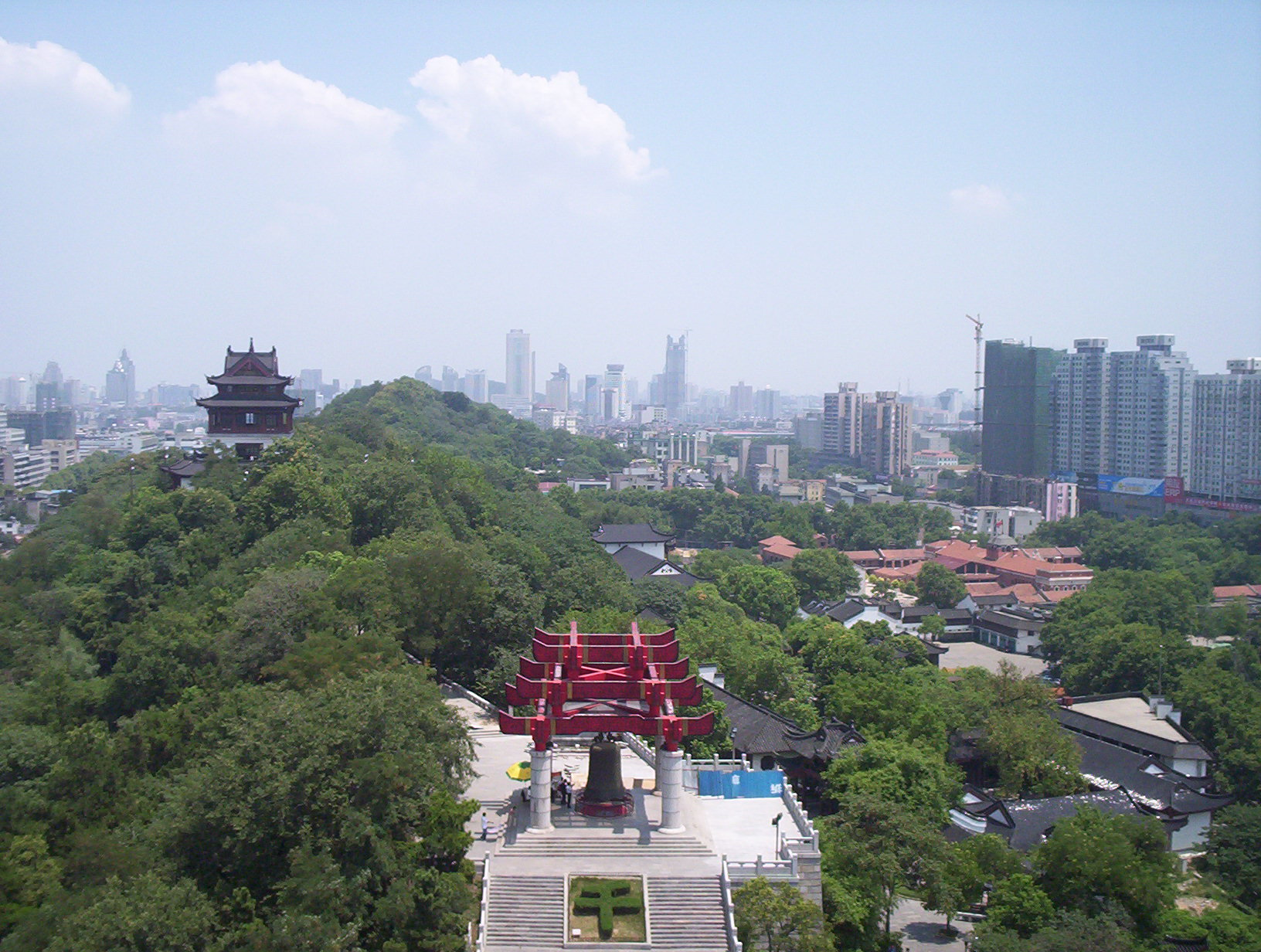
Vũ Hán.

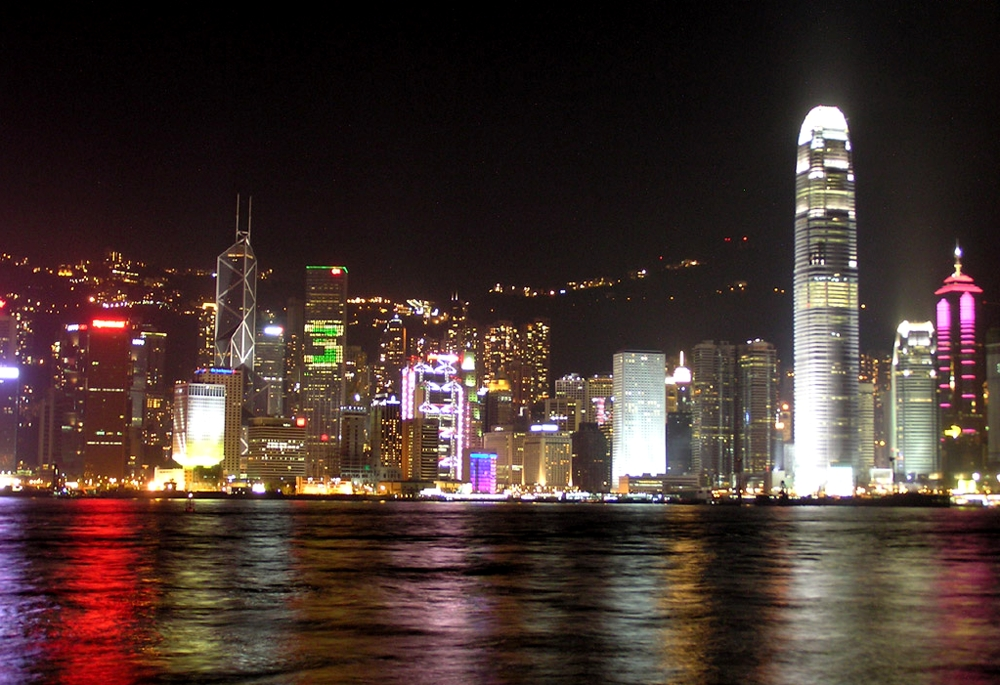
Hồng Kông.

Cộng hòa Nhân dân Trung Hoa có nhiều thành phố lớn, trong đó có 3 thành phố nằm trong top 55 thành phố cấp toàn cầu.
| #   | Thành phố   | Dân số nội thị ước tính (2002), triệu người | Khu vực hành chính                  | Khu vực  |
| --- | ----------- | ------------------------------------------- | ----------------------------------- | -------- |
| 1.  | Thượng Hải  | 9.031.200                                   | Thượng Hải (trực thuộc trung ương)  | Đông     |
| 2.  | Bắc Kinh    | 7.129.500                                   | Bắc Kinh (trực thuộc trung ương)    | Bắc      |
| 3.  | Hồng Kông   | 7.012.738                                   | Hồng Kông (Đặc khu HC)              | Nam      |
| 4.  | Thiên Tân   | 4.344.500                                   | Thiên Tân (trực thuộc trung ương)   | Bắc      |
| 5.  | Vũ Hán      | 3.957.500                                   | Hồ Bắc (Tỉnh)                       | Trung    |
| 6.  | Thẩm Dương  | 3.452.900                                   | Liêu Ninh (Tỉnh)                    | Đông Bắc |
| 7.  | Quảng Châu  | 3.433.700                                   | Quảng Đông (Tỉnh)                   | Nam      |
| 8.  | Cáp Nhĩ Tân | 2.765.400                                   | Hắc Long Giang (Tỉnh)               | Đông Bắc |
| 9.  | Tây An      | 2.656.500                                   | Thiểm Tây (Tỉnh)                    | Tây Bắc  |
| 10. | Trùng Khánh | 2.311.600                                   | Trùng Khánh (trực thuộc trung ương) | Tây Nam  |
| 11. | Thành Đô    | 1.927.100                                   | Tứ Xuyên (Tỉnh)                     | Tây Nam  |
| 12. | Trường Xuân | 1.886.700                                   | Cát Lâm (Tỉnh)                      | Đông Bắc |
| 13. | Thái Nguyên | 1.832.200                                   | Sơn Tây (Tỉnh)                      | Bắc      |
| 14. | Nam Kinh    | 1.800.000                                   | Giang Tô (Tỉnh)                     | Đông     |
| 15. | Tế Nam      | 1.728.400                                   | Sơn Đông (Tỉnh)                     | Đông     |
| 16. | Đại Liên    | 1.657.500                                   | Liêu Ninh (Tỉnh)                    | Đông Bắc |
| 17. | Thanh Đảo   | 1.449.500                                   | Sơn Đông (Tỉnh)                     | Đông     |
| 18. | Lan Châu    | 1.434.500                                   | Cam Túc (Tỉnh)                      | Tây Bắc  |
| 19. | Phủ Thuận   | 1.384.000                                   | Liêu Ninh (Tỉnh)                    | Đông Bắc |
| 20. | Trịnh Châu  | 1.347.700                                   | Hà Nam (Tỉnh)                       | Trung    |

## Cácthành phố trực thuộc trung ương
- Bắc Kinh (北京市)
- Trùng Khánh (重庆市)
- Thượng Hải (上海市)
- Thiên Tân (天津市)

## Danh sách các thành phố theocác tỉnhvà cáckhu tự trị

### An Huy
16 thành phố cấp địa khu trực thuộc tỉnh; 1 thành phố cấp phó địa; 8 thành phố cấp huyện trực thuộc các địa cấp thị.
- Hợp Phì (合肥市)
  - Sào Hồ (巢湖市)
- Vu Hồ (芜湖市)
  - Vô Vi (无为市)
- Bạng Phụ (蚌埠市)
- Hoài Nam (淮南市)
- Mã An Sơn (马鞍山市)
- Hoài Bắc (淮北市)
- Đồng Lăng (铜陵市)
- An Khánh (安庆市)
  - Tiềm Sơn (潜山市)
  - Đồng Thành (桐城市) (thành phố cấp phó địa)
- Hoàng Sơn (黃山市)
- Trừ Châu (滁州市)
  - Minh Quang (明光市)
  - Thiên Trường (天长市)
- Phụ Dương (阜阳市)
  - Giới Thủ (界首市)
- Túc Châu (宿州市)
- Lục An (六安市)
- Bạc Châu (亳州市)
- Trì Châu (池州市)
- Tuyên Thành (宣城市)
  - Quảng Đức (广德市)
  - Ninh Quốc (宁国市)

### Phúc Kiến
1 thành phố cấp phó tỉnh; 8 thành phố cấp địa khu trực thuộc tỉnh; 12 thành phố cấp huyện trực thuộc các địa cấp thị.
- Hạ Môn (厦门市, thành phố cấp phó tỉnh)
- Phúc Châu (福州市)
  - Phúc Thanh (福清市)
- Nam Bình (南平市)
  - Thiệu Vũ (邵武市)
  - Vũ Di Sơn (武夷山市)
  - Kiến Âu (建瓯市)
- Tam Minh (三明市)
  - Vĩnh An (永安市)
- Phủ Điền (莆田市)
- Tuyền Châu (泉州市)
  - Thạch Sư (石狮市)
  - Tấn Giang (晋江市)
  - Nam An (南安市)
- Long Nham (龙岩市)
  - Chương Bình (漳平市)
- Ninh Đức (宁德市)
  - Phúc An (福安市)
  - Phúc Đỉnh (福鼎市)

### Cam Túc
12 thành phố cấp địa khu trực thuộc tỉnh, 2 thành phố cấp phó địa và 3 thành phố cấp huyện trực thuộc các địa cấp thị và các châu tự trị.
- Lan Châu (兰州市)
- Gia Dục Quan (嘉峪关市)
- Kim Xương (金昌市)
- Bạch Ngân (白银市)
- Thiên Thủy (天水市)
- Tửu Tuyền (酒泉市)
  - Đôn Hoàng (敦煌市) (thành phố cấp phó địa)
  - Ngọc Môn (玉门市) (thành phố cấp phó địa)
- Trương Dịch (张掖市)
- Vũ Uy (武威市)
- Khánh Dương (庆阳市)
- Bình Lương (平凉市)
  - Hoa Đình (华亭市)
- Định Tây (定西市)
- Lũng Nam (陇南市)
- Thành phố cấp huyện trực thuộc châu tự trị Lâm Hạ
  - Lâm Hạ (临夏市)
- Thành phố cấp huyện trực thuộc châu tự trị Cam Nam
  - Hợp Tác (合作市)

### Quảng Đông
2 thành phố cấp phó tỉnh; 19 thành phố cấp địa khu trực thuộc tỉnh; 7 thành phố cấp phó địa; 13 thành phố cấp huyện trực thuộc các địa cấp thị.
- Quảng Châu (廣州市, thành phố cấp phó tỉnh)
- Thâm Quyến (深圳市, thành phố cấp phó tỉnh)
- Thanh Viễn (清遠市)
  - Anh Đức (英德市) (thành phố cấp phó địa)
  - Liên Châu (連州市)
- Thiều Quan (韶關市)
  - Lạc Xương (樂昌市)
  - Nam Hùng (南雄市) (thành phố cấp phó địa)
- Hà Nguyên (河源市)
- Mai Châu (梅州市)
  - Hưng Ninh (興寧市)
- Triều Châu (潮州市)
- Sán Đầu (汕頭市)
- Yết Dương (揭陽市)
  - Phổ Ninh (普寧市) (thành phố cấp phó địa)
- Sán Vĩ (汕尾市)
  - Lục Phong (陸豐市) (thành phố cấp phó địa)
- Huệ Châu (惠州市)
- Đông Hoản (東莞市)
- Châu Hải (珠海市)
- Trung Sơn (中山市)
- Giang Môn (江門市)
  - Ân Bình (恩平市)
  - Đài Sơn (台山市)
  - Khai Bình (开平市)
  - Hạc Sơn (鶴山市)
- Phật Sơn (佛山市)
- Triệu Khánh (肇慶市)
  - Tứ Hội (四會市)
- Vân Phù (雲浮市)
  - La Định (羅定市) (thành phố cấp phó địa)
- Dương Giang (陽江市)
  - Dương Xuân (陽春市) (thành phố cấp phó địa)
- Mậu Danh (茂名市)
  - Hóa Châu (化州市)
  - Tín Nghi (信宜市)
  - Cao Châu (高州市) (thành phố cấp phó địa)
- Trạm Giang (湛江市)
  - Ngô Xuyên (吳川市)
  - Liêm Giang (廉江市)
  - Lôi Châu (雷州市)

### Hải Nam
3 thành phố cấp địa khu trực thuộc tỉnh, 5 thành phố cấp phó địa trực tỉnh
- Hải Khẩu (海口市)
- Tam Á (三亚市)
- Đam Châu (儋州市)
- Các thành phố cấp phó địa trực thuộc tỉnh
  - Văn Xương (文昌市)
  - Quỳnh Hải (琼海市)
  - Vạn Ninh (万宁市)
  - Đông Phương (东方市)
  - Ngũ Chỉ Sơn (五指山市)

### Hà Bắc
11 thành phố cấp địa khu trực thuộc tỉnh, 4 thành phố cấp phó địa và 17 thành phố cấp huyện trực thuộc các địa cấp thị.
- Thạch Gia Trang (石家庄市)
  - Tân Tập (辛集市) (thành phố cấp phó địa)
  - Tấn Châu (晋州市)
  - Tân Lạc (新乐市)
- Đường Sơn (唐山市)
  - Tuân Hóa (遵化市)
  - Thiên An (迁安市) (thành phố cấp phó địa)
  - Loan Châu (滦州市)
- Tần Hoàng Đảo (秦皇岛市)
- Hàm Đan (邯郸市)
  - Vũ An (武安市)
- Hình Đài (邢台市)
  - Nam Cung (南宫市)
  - Sa Hà (沙河市)
- Bảo Định (保定市)
  - Trác Châu (涿州市)
  - Định Châu (定州市) (thành phố cấp phó địa)
  - An Quốc (安国市)
  - Cao Bi Điếm (高碑店市)
- Trương Gia Khẩu (张家口市)
- Thừa Đức (承德市)
  - Bình Tuyền (平泉市)
- Thương Châu (沧州市)
  - Bạc Đầu (泊头市)
  - Nhâm Khâu (任丘市)
  - Hoàng Hoa (黄骅市)
  - Hà Gian (河间市)
- Lang Phường (廊坊市)
  - Bá Châu (霸州市)
  - Tam Hà (三河市) (thành phố cấp phó địa)
- Hành Thủy (衡水市)
  - Thâm Châu (深州市)

### Hắc Long Giang
1 thành phố cấp phó tỉnh; 11 thành phố cấp địa khu trực thuộc tỉnh; 3 thành phố cấp phó địa; 18 thành phố cấp huyện trực thuộc các địa cấp thị và địa khu.
- Cáp Nhĩ Tân (哈爾濱市, thành phố cấp phó tỉnh)
  - Thượng Chí (尚志市)
  - Ngũ Thường (五常市)
- Tề Tề Cáp Nhĩ (齊齊哈爾市)
  - Nột Hà (訥河市)
- Hắc Hà (黑河市)
  - Bắc An (北安市)
  - Ngũ Đại Liên Trì (五大连池市)
  - Nộn Giang (嫩江市)
- Đại Khánh (大慶市)
- Y Xuân (伊春市)
  - Thiết Lực (鐵力市)
- Hạc Cương (鶴崗市)
- Giai Mộc Tư (佳木斯市)
  - Đồng Giang (同江市)
  - Phú Cẩm (富錦市)
  - Phủ Viễn (抚远市) (thành phố cấp phó địa)
- Song Áp Sơn (雙鴨山市)
- Thất Đài Hà (七台河市)
- Kê Tây (雞西市)
  - Hổ Lâm (虎林市)
  - Mật Sơn (密山市)
- Mẫu Đơn Giang (牡丹江市)
  - Tuy Phân Hà (绥芬河市) (thành phố cấp phó địa)
  - Hải Lâm (海林市)
  - Ninh An (寧安市)
  - Mục Lăng (穆棱市)
  - Đông Ninh (东宁市)
- Tuy Hóa (綏化市)
  - An Đạt (安達市)
  - Triệu Đông (肇東市)
  - Hải Luân (海伦市)
- Thành phố cấp huyện trực thuộc địa khu Đại Hưng An Lĩnh
  - Mạc Hà (漠河市) (thành phố cấp phó địa)

### Hà Nam
17 thành phố cấp địa khu trực thuộc tỉnh; 1 thành phố cấp huyện trực thuộc tỉnh; 5 thành phố cấp phó địa; 16 thành phố cấp huyện trực thuộc các địa cấp thị.
- Trịnh Châu (郑州市)
  - Huỳnh Dương (荥阳市)
  - Tân Trịnh (新郑市)
  - Đăng Phong (登封市)
  - Tân Mật (新密市)
  - Củng Nghĩa (巩义市) (thành phố cấp phó địa)
- Khai Phong (开封市)
- Bình Đỉnh Sơn (平顶山市)
  - Vũ Cương (舞钢市)
  - Nhữ Châu (汝州市) (thành phố cấp phó địa)
- An Dương (安阳市)
  - Lâm Châu (林州市)
- Hạc Bích (鹤壁市)
- Tân Hương (新乡市)
  - Vệ Huy (卫辉市)
  - Huy Huyện (辉县市)
  - Trường Viên (长垣市)
- Tiêu Tác (焦作市)
  - Mạnh Châu (孟州市)
  - Thấm Dương (沁阳市)
- Bộc Dương (濮阳市)
- Hứa Xương (许昌市)
  - Vũ Châu (禹州市)
  - Trường Cát (长葛市)
- Tháp Hà (漯河市)
- Tam Môn Hiệp (三门峡市)
  - Nghĩa Mã (义马市)
  - Linh Bảo (灵宝市)
- Nam Dương (南阳市)
  - Đặng Châu (邓州市) (thành phố cấp phó địa)
- Thương Khâu (商丘市)
  - Vĩnh Thành (永城市) (thành phố cấp phó địa)
- Chu Khẩu (周口市)
  - Hạng Thành (项城市)
- Trú Mã Điếm (驻马店市)
- Tín Dương (信阳市)
- Thành phố cấp huyện trực thuộc tỉnh
  - Tế Nguyên (济源市) (thành phố cấp phó địa)

### Hồ Bắc
1 thành phố cấp phó tỉnh; 11 thành phố cấp địa khu trực thuộc tỉnh; 3 thành phố cấp phó địa trực thuộc tỉnh; 22 thành phố cấp huyện trực thuộc các địa cấp thị và châu tự trị.
- Vũ Hán (武汉市, thành phố cấp phó tỉnh)
- Thập Yển (十堰市)
  - Đan Giang Khẩu (丹江口市)
- Tương Dương (襄阳市)
  - Lão Hà Khẩu (老河口市)
  - Tảo Dương (枣阳市)
  - Nghi Thành (宜城市)
- Kinh Môn (荆门市)
  - Chung Tường (钟祥市)
  - Kinh Sơn (京山市)
- Hiếu Cảm (孝感市)
  - Hán Xuyên (汉川市)
- Hoàng Cương (黄冈市)
  - Ứng Thành (应城市)
  - An Lục (安陆市)
  - Ma Thành (麻城市)
  - Vũ Huyệt (武穴市)
- Ngạc Châu (鄂州市)
- Hoàng Thạch (黄石市)
  - Đại Dã (大冶市)
- Hàm Ninh (咸宁市)
  - Xích Bích (赤壁市)
- Kinh Châu (荆州市)
  - Thạch Thủ (石首市)
  - Hồng Hồ (洪湖市)
  - Tùng Tư (松滋市)
- Nghi Xương (宜昌市)
  - Nghi Đô (宜都市)
  - Chi Giang (枝江市)
  - Đương Dương (当阳市)
- Tùy Châu (随州市)
  - Quảng Thủy (广水市)
- Các thành phố cấp huyện trực thuộc châu tự trị Ân Thi
  - Ân Thi (恩施市)
  - Lợi Xuyên (利川市)
- Các thành phố cấp phó địa trực thuộc tỉnh
  - Tiên Đào (仙桃市)
  - Thiên Môn (天门市)
  - Tiềm Giang (潜江市)

### Hồ Nam
13 thành phố cấp địa khu trực thuộc tỉnh; 4 thành phố cấp phó địa; 14 thành phố cấp huyện trực thuộc các địa cấp thị và châu tự trị.
- Trường Sa (长沙市)
  - Lưu Dương (浏阳市)
  - Ninh Hương (宁乡市)
- Hành Dương (衡阳市)
  - Lỗi Dương (耒阳市) (thành phố cấp phó địa)
  - Thường Ninh (常宁市)
- Trương Gia Giới (张家界市)
- Thường Đức (常德市)
  - Tân Thị (津市市)
- Ích Dương (益阳市)
  - Nguyên Giang (沅江市)
- Nhạc Dương (岳阳市)
  - Mịch La (汨罗市)
  - Lâm Tương (临湘市)
- Chu Châu (株洲市)
  - Lễ Lăng (醴陵市)
- Tương Đàm (湘潭市)
  - Tương Hương (湘乡市)
  - Thiều Sơn (韶山市) (thành phố cấp phó địa)
- Sâm Châu (郴州市)
  - Tư Hưng (资兴市)
- Vĩnh Châu (永州市)
- Thiệu Dương (邵阳市)
  - Vũ Cương (武冈市)
  - Thiệu Đông (邵东市) (thành phố cấp phó địa)
- Hoài Hóa (怀化市)
  - Hồng Giang (洪江市)
- Lâu Để (娄底市)
  - Lãnh Thủy Giang (冷水江市) (thành phố cấp phó địa)
  - Liên Nguyên (涟源市)
- Thành phố cấp huyện trực thuộc châu tự trị Tương Tây
  - Cát Thủ (吉首市)

### Giang Tô
1 thành phố cấp phó tỉnh; 12 thành phố cấp địa khu trực thuộc tỉnh; 2 thành phố cấp phó địa; 20 thành phố cấp huyện trực thuộc các địa cấp thị.
- Nam Kinh (南京市, thành phố cấp phó tỉnh)
- Từ Châu (徐州市)
  - Bi Châu (邳州市)
  - Tân Nghi (新沂市)
- Liên Vân Cảng (连云港市)
- Tú Thiên (宿迁市)
- Hoài An (淮安市)
- Diêm Thành (盐城市)
  - Đông Đài (东台市)
- Dương Châu (扬州市)
  - Cao Bưu (高邮市)
  - Nghi Chinh (仪征市)
- Thái Châu (泰州市)
  - Hưng Hóa (兴化市)
  - Thái Hưng (泰兴市) (thành phố cấp phó địa)
  - Tĩnh Giang (靖江市)
- Nam Thông (南通市)
  - Như Cao (如皋市)
  - Hải Môn (海门市)
  - Khải Đông (启东市)
  - Hải An (海安市)
- Trấn Giang (镇江市)
  - Cú Dung (句容市)
  - Dương Trung (扬中市)
  - Đan Dương (丹阳市)
- Thường Châu (常州市)
  - Lật Dương (溧阳市)
- Vô Tích (无锡市)
  - Giang Âm (江阴市)
  - Nghi Hưng (宜兴市)
- Tô Châu (苏州市)
  - Thường Thục (常熟市)
  - Trương Gia Cảng (张家港市)
  - Thái Thương (太仓市)
  - Côn Sơn (昆山市) (thành phố cấp phó địa)

### Giang Tây
11 thành phố cấp địa khu trực thuộc tỉnh; 3 thành phố cấp phó địa; 8 thành phố cấp huyện trực thuộc các địa cấp thị.
- Nam Xương (南昌市)
- Cửu Giang (九江市)
  - Thụy Xương (瑞昌市)
  - Cộng Thanh Thành (共青城市) (thành phố cấp phó địa)
  - Lư Sơn (庐山市)
- Cảnh Đức Trấn (景德镇市)
  - Lạc Bình (乐平市)
- Ưng Đàm (鹰潭市)
  - Quý Khê (贵溪市)
- Tân Dư (新余市)
- Bình Hương (萍乡市)
- Cám Châu (赣州市)
  - Thụy Kim (瑞金市) (thành phố cấp phó địa)
- Thượng Nhiêu (上饶市)
  - Đức Hưng (德兴市)
- Phủ Châu (抚州市)
- Nghi Xuân (宜春市)
  - Phong Thành (丰城市) (thành phố cấp phó địa)
  - Chương Thụ (樟树市)
  - Cao An (高安市)
- Cát An (吉安市)
  - Tỉnh Cương Sơn (井冈山市)

### Cát Lâm
1 thành phố cấp phó tỉnh; 7 thành phố cấp địa khu trực thuộc tỉnh; 3 thành phố cấp phó địa; 17 thành phố cấp huyện trực thuộc các địa cấp thị và châu tự trị.
- Trường Xuân (长春市, thành phố cấp phó tỉnh)
  - Du Thụ (榆树市)
  - Đức Huệ (德惠市)
- Cát Lâm (吉林市)
  - Giao Hà (蛟河市)
  - Hoa Điện (桦甸市)
  - Thư Lan (舒兰市)
  - Bàn Thạch (磐石市)
- Tứ Bình (四平市)
  - Song Liêu (双辽市)
  - Công Chúa Lĩnh (公主岭市) (thành phố cấp phó địa)
- Liêu Nguyên (辽源市)
- Thông Hóa (通化市)
  - Tập An (集安市)
  - Mai Hà Khẩu (梅河口市) (thành phố cấp phó địa)
- Bạch Sơn (白山市)
  - Lâm Giang (临江市)
- Tùng Nguyên (松原市)
  - Phù Dư (扶余市)
- Bạch Thành (白城市)
  - Đại An (大安市)
  - Thao Nam (洮南市)
- Các thành phố cấp huyện trực thuộc châu tự trị Diên Biên
  - Diên Cát (延吉市)
  - Đồ Môn (图们市)
  - Đôn Hoá (敦化市)
  - Hồn Xuân (珲春市) (thành phố cấp phó địa)
  - Long Tỉnh (龙井市)
  - Hòa Long (和龙市)

### Liêu Ninh
2 thành phố cấp phó tỉnh, 12 thành phố cấp địa khu trực thuộc tỉnh, 16 thành phố cấp huyện trực thuộc các địa cấp thị.
- Thẩm Dương (沈阳市, thành phố cấp phó tỉnh)
  - Tân Dân (新民市)
- Đại Liên (大连市, thành phố cấp phó tỉnh)
  - Ngõa Phòng Điếm (瓦房店市)
  - Trang Hà (庄河市)
- An Sơn (鞍山市)
  - Hải Thành (海城市)
- Phủ Thuận (抚顺市)
- Bản Khê (本溪市)
- Đan Đông (丹东市)
  - Đan Đông (东港市)
  - Phượng Thành (凤城市)
- Cẩm Châu, Liêu Ninh (锦州市)
  - Lăng Hải (凌海市)
  - Bắc Trấn (北镇市)
- Dinh Khẩu (营口市)
  - Cái Châu (盖州市)
  - Đại Thạch Kiều (大石桥市)
- Phụ Tân (阜新市)
- Liêu Dương (辽阳市)
  - Đăng Tháp (灯塔市)
- Bàn Cẩm (盘锦市)
- Thiết Lĩnh (铁岭市)
  - Điệu Binh Sơn (调兵山市)
  - Khai Nguyên (开原市)
- Triều Dương (朝阳市)
  - Bắc Phiếu (北票市)
  - Lăng Nguyên (凌源市)
- Hồ Lô Đảo (葫芦岛市)
  - Hưng Thành (兴城市)

### Thanh Hải
2 thành phố cấp địa khu trực thuộc tỉnh; 1 thành phố cấp phó địa; 3 thành phố cấp huyện trực thuộc các địa cấp thị và các châu tự trị.
- Tây Ninh (西宁市)
- Hải Đông (海东市)
- Các thành phố cấp huyện trực thuộc châu tự trị Hải Tây
  - Golmud (格尔木市) (thành phố cấp phó địa)
  - Đức Linh Cáp (德令哈市)
  - Mang Nhai (茫崖市)
- Thành phố cấp huyện trực thuộc châu tự trị Ngọc Thụ
  - Ngọc Thụ (玉树市)

### Thiểm Tây
1 thành phố cấp phó tỉnh; 9 thành phố cấp địa khu trực thuộc tỉnh; 2 thành phố cấp phó địa; 4 thành phố cấp huyện trực thuộc các địa cấp thị và địa khu.
- Tây An (西安市, thành phố cấp phó tỉnh)
- Diên An (延安市)
  - Tử Trường (子长市)
- Đồng Xuyên (铜川市)
- Vị Nam (渭南市)
  - Hóa Âm (华阴市)
  - Hàn Thành (韩城市) (thành phố cấp phó địa)
- Hàm Dương (咸阳市)
  - Hưng Bình (兴平市)
  - Bân Châu (彬州市)
- Bảo Kê (宝鸡市)
- Hán Trung (汉中市)
- Du Lâm (榆林市)
  - Thần Mộc (神木市) (thành phố cấp phó địa)
- Thương Lạc (商洛市)
- An Khang (安康市)

### Sơn Đông
2 thành phố cấp phó tỉnh; 14 thành phố cấp địa khu trực thuộc tỉnh; 2 thành phố cấp phó địa; 25 thành phố cấp huyện trực thuộc các địa cấp thị.
- Tế Nam (济南市, thành phố cấp phó tỉnh)
- Thanh Đảo (青岛市, thành phố cấp phó tỉnh)
  - Giao Châu (胶州市) (thành phố cấp phó địa)
  - Bình Độ (平度市)
  - Lai Tây (莱西市) (thành phố cấp phó địa)
- Liêu Thành (聊城市)
  - Lâm Thanh (临清市)
- Đức Châu (德州市)
  - Lạc Lăng (乐陵市)
  - Vũ Thành (禹城市)
- Đông Dinh (东营市)
- Truy Bác (淄博市)
- Duy Phường (潍坊市)
  - Cao Mật (高密市)
  - Thanh Châu (青州市)
  - Chư Thành (诸城市)
  - Thọ Quang (寿光市)
  - An Khâu (安丘市)
  - Xương Ấp (昌邑市)
- Yên Đài (烟台市)
  - Tê Hà (栖霞市)
  - Hải Dương (海阳市)
  - Long Khẩu (龙口市)
  - Lai Dương (莱阳市)
  - Lai Châu (莱州市)
  - Bồng Lai (蓬莱市)
  - Chiêu Viễn (招远市)
- Uy Hải (威海市)
  - Vinh Thành (荣成市)
  - Nhũ Sơn (乳山市)
- Nhật Chiếu (日照市)
- Lâm Nghi (临沂市)
- Tảo Trang (枣庄市)
  - Đằng Châu (滕州市)
- Tế Ninh (济宁市)
  - Khúc Phụ (曲阜市)
  - Trâu Thành (邹城市)
- Thái An (泰安市)
  - Tân Thái (新泰市)
  - Phì Thành (肥城市)
- Tân Châu (滨州市)
  - Châu Bình (邹平市)
- Hà Trạch (菏泽市)

### Sơn Tây
11 thành phố cấp địa khu trực thuộc tỉnh và 11 thành phố cấp huyện trực thuộc các địa cấp thị.
- Thái Nguyên (太原市)
  - Cổ Giao (古交市)
- Đại Đồng (大同市)
- Dương Tuyền (陽泉市)
- Trường Trị (长治市)
- Tấn Thành (晉城市)
  - Cao Bình (高平市)
- Sóc Châu (朔州市)
  - Hoài Nhân (怀仁市)
- Tấn Trung (晋中市)
  - Giới Hưu (介休市)
- Vận Thành (運城市)
  - Vĩnh Tế (永济市)
  - Hà Tân (河津市)
- Hãn Châu (忻州市)
  - Nguyên Bình (原平市)
- Lâm Phần (臨汾市)
  - Hầu Mã (侯马市)
  - Hoắc Châu (霍州市)
- Lữ Lương (呂梁市)
  - Hiếu Nghĩa (孝义市)
  - Phần Dương (汾阳市)

### Tứ Xuyên
1 thành phố cấp phó tỉnh; 17 thành phố cấp địa khu trực thuộc tỉnh; 18 thành phố cấp huyện trực thuộc các địa cấp thị và các châu tự trị.
- Thành Đô (成都市, thành phố cấp phó tỉnh)
  - Sùng Châu (崇州市)
  - Cung Lai (邛崍市)
  - Đô Giang Yển (都江堰市)
  - Bành Châu (彭州市)
- Quảng Nguyên (廣元市)
- Miên Dương (綿陽市)
  - Giang Du (江油市)
- Đức Dương (德陽市)
  - Thập Phương (什邡市)
  - Quảng Hán (廣漢市)
  - Miên Trúc (綿竹市) (thành phố cấp phó địa)
- Nam Sung (南充市)
  - Lãng Trung (閬中市)
- Quảng An (广安市)
  - Hoa Dinh (華鎣市)
- Toại Ninh (遂寧市)
  - Xạ Hồng (射洪市)
- Nội Giang (內江市)
  - Long Xương (隆昌市)
- Lạc Sơn (樂山市)
  - Nga Mi Sơn (峨眉山市)
- Tự Cống (自貢市)
- Lô Châu (瀘州市)
- Nghi Tân (宜宾市)
- Phàn Chi Hoa (攀枝花市)
- Ba Trung (巴中市)
- Đạt Châu (達州市)
  - Vạn Nguyên (萬源市)
- Tư Dương (资阳市)
  - Giản Dương (簡陽市)
- Mi Sơn (眉山市)
- Nhã An (雅安市)
- Thành phố cấp huyện trực thuộc châu tự trị Lương Sơn
  - Tây Xương (西昌市)
- Thành phố cấp huyện trực thuộc châu tự trị Cam Tư
  - Khang Định (康定市)
- Thành phố cấp huyện trực thuộc châu tự trị A Bá
  - Barkam (马尔康市)

### Quý Châu
6 thành phố cấp địa khu trực thuộc tỉnh, 1 thành phố cấp phó địa, 8 thành phố cấp huyện trực thuộc các địa cấp thị và các châu tự trị.
- Quý Dương (贵阳市)
  - Thanh Trấn (清镇市)
- Lục Bàn Thủy (六盘水市)
  - Bàn Châu (盘州市)
- Tuân Nghĩa (遵义市)
  - Xích Thủy (赤水市)
  - Nhân Hoài (仁怀市) (thành phố cấp phó địa)
- An Thuận (安顺市)
- Tất Tiết (毕节市)
- Đồng Nhân (铜仁市)
- Thành phố cấp huyện trực thuộc châu tự trị Kiềm Đông Nam
  - Khải Lý (凯里市)
- Các thành phố cấp huyện trực thuộc châu tự trị Kiềm Nam
  - Đô Quân (都匀市)
  - Phúc Tuyền (福泉市)
- Các thành phố cấp huyện trực thuộc châu tự trị Kiềm Tây Nam
  - Hưng Nhân (兴仁市)
  - Hưng Nghĩa (兴义市)

### Vân Nam
8 thành phố cấp địa khu trực thuộc tỉnh; 16 thành phố cấp huyện trực thuộc các địa cấp thị và các châu tự trị.
- Côn Minh (昆明市)
  - An Ninh (安寧市)
- Khúc Tĩnh (曲靖市)
  - Tuyên Uy (宣威市)
- Ngọc Khê (玉溪市)
  - Trừng Giang (澄江市)
- Lệ Giang (麗江市)
- Chiêu Thông (昭通市)
  - Thủy Phú (水富市)
- Phổ Nhĩ (普洱市)
- Lâm Thương (臨滄市)
- Bảo Sơn (保山市)
  - Đằng Xung (腾冲市)
- Thành phố cấp huyện trực thuộc châu tự trị Tây Song Bản Nạp
  - Cảnh Hồng (景洪市)
- Thành phố cấp huyện trực thuộc châu tự trị Văn Sơn
  - Văn Sơn (文山市)
- Thành phố cấp huyện trực thuộc châu tự trị Địch Khánh
  - Shangri-La (香格里拉市)
- Thành phố cấp huyện trực thuộc châu tự trị Sở Hùng
  - Sở Hùng (楚雄市)
- Thành phố cấp huyện trực thuộc châu tự trị Đại Lý 
  - Đại Lý (大理市)
- Thành phố cấp huyện trực thuộc châu tự trị Nộ Giang
  - Lô Thủy (泸水市)
- Các thành phố cấp huyện trực thuộc châu tự trị Đức Hoành
  - Mang (芒市)
  - Thụy Lệ (瑞麗市)
- Các thành phố cấp huyện trực thuộc châu tự trị Hồng Hà
  - Cá Cựu (个旧市)
  - Khai Viễn (開遠市)
  - Mông Tự (蒙自市)
  - Di Lặc (弥勒市)

### Chiết Giang
2 thành phố cấp phó tỉnh; 9 thành phố cấp địa khu trực thuộc tỉnh; 3 thành phố cấp phó địa; 17 thành phố cấp huyện trực thuộc các địa cấp thị.
- Hàng Châu (杭州市, thành phố cấp phó tỉnh)
  - Kiến Đức (建德市)
- Ninh Ba (寧波市, thành phố cấp phó tỉnh)
  - Từ Khê (慈溪市)
  - Dư Diêu (余姚市)
- Hồ Châu (湖州市)
- Gia Hưng (嘉興市)
  - Đồng Hương (桐鄉市)
  - Bình Hồ (平湖市)
  - Hải Ninh (海寧市) (thành phố cấp phó địa)
- Chu San (舟山市)
- Thiệu Hưng (紹興市)
  - Chư Kỵ (諸暨市) (thành phố cấp phó địa)
  - Thặng Châu (嵊州市)
- Cù Châu (衢州市)
  - Giang Sơn (江山市)
- Kim Hoa (金華市)
  - Lan Khê (蘭溪市)
  - Vĩnh Khang (永康市)
  - Nghĩa Ô (義烏市) (thành phố cấp phó địa)
  - Đông Dương (東陽市)
- Thai Châu (台州市)
  - Lâm Hải (臨海市)
  - Ôn Lĩnh (溫嶺市)
  - Ngọc Hoàn (玉环市)
- Ôn Châu (溫州市)
  - Nhạc Thanh (樂清市)
  - Thụy An (瑞安市)
  - Long Cảng (龍港市)
- Lệ Thủy (丽水市)
  - Long Tuyền (龍泉市)

### Khu tự trị dân tộc Choang Quảng Tây
14 thành phố cấp địa khu trực thuộc khu tự trị, 1 thành phố cấp phó địa, 8 thành phố cấp huyện trực thuộc các địa cấp thị.
- Nam Ninh (南宁市)
- Quế Lâm (桂林市)
  - Lệ Phố (荔浦市)
- Liễu Châu 柳州市)
- Ngô Châu (梧州市)
  - Sầm Khê (岑溪市)
- Quý Cảng (贵港市)
  - Quế Bình (桂平市)
- Ngọc Lâm (玉林市)
  - Bắc Lưu (北流市)
- Khâm Châu (钦州市)
- Bắc Hải (北海市)
- Phòng Thành Cảng (防城港市)
  - Đông Hưng (东兴市)
- Sùng Tả (崇左市)
  - Bằng Tường (凭祥市) (thành phố cấp phó địa)
- Bách Sắc (百色市)
  - Bình Quả (平果市)
  - Tĩnh Tây (靖西市)
- Hà Trì (河池市)
- Lai Tân (来宾市)
  - Hợp Sơn (合山市)
- Hạ Châu (贺州市)

### Khu tự trị Nội Mông
9 thành phố cấp địa khu trực thuộc khu tự trị; 2 thành phố cấp phó địa; 9 thành phố cấp huyện trực thuộc các địa cấp thị và các minh.
- Hohhot (呼和浩特市)
- Bao Đầu (包头市)
- Ô Hải (乌海市)
- Xích Phong (赤峰市)
- Thông Liêu (通辽市)
  - Huolin Gol (霍林郭勒市)
- Ordos (鄂尔多斯市)
- Hulunbuir (呼伦贝尔市)
  - Mãn Châu Lý (满洲里市) (thành phố cấp phó địa)
  - Nha Khắc Thạch (牙克石市)
  - Zalantun (扎兰屯市)
  - Ergun (额尔古纳市)
  - Căn Hà (根河市)
- Bayan Nur (巴彦淖尔市)
- Ulanqab (乌兰察布市)
  - Phong Trấn (丰镇市)

- Các thành phố cấp huyện trực thuộc minh Hưng An:
  - Ulan Hot (乌兰浩特市)
  - Arxan (阿尔山市)

- Các thành phố cấp huyện trực thuộc minh Xilin Gol:
  - Erenhot (二连浩特市) (thành phố cấp phó địa)
  - Xilinhot (锡林浩特市)

### Khu tự trị dân tộc Hồi Ninh Hạ
5 thành phố cấp địa khu trực thuộc khu tự trị, 2 thành phố cấp huyện trực thuộc các địa cấp thị.
- Ngân Xuyên (银川市)
  - Linh Vũ (灵武市)
- Thạch Chủy Sơn (石嘴山市)
- Ngô Trung (吴忠市)
  - Thanh Đồng Hạp (青铜峡市)
- Trung Vệ (中卫市)
- Cố Nguyên (固原市)

### Khu tự trị dân tộc Duy Ngô Nhĩ Tân Cương
4 thành phố cấp địa khu trực thuộc khu tự trị; 1 thành phố cấp phó địa; 15 thành phố cấp huyện trực thuộc các địa khu và các châu tự trị, 10 thành phố cấp phó địa trực thuộc Binh đoàn sản xuất và xây dựng Tân Cương.
- Ürümqi (乌鲁木齐市)
- Karamay (克拉玛依市)
- Turfan (吐鲁番市)
- Kumul (哈密市)
- Các thành phố cấp huyện trực thuộc địa khu Tháp Thành
  - Tháp Thành (塔城市)
  - Ô Tô (乌苏市)
- Các thành phố cấp huyện trực thuộc địa khu Aksu
  - Aksu (阿克苏市)
  - Kuchar (库车市)
- Thành phố cấp huyện trực thuộc địa khu Altay
  - Altay (阿勒泰市)
- Thành phố cấp huyện trực thuộc địa khu Kashgar
  - Kashgar (喀什市)
- Thành phố cấp huyện trực thuộc địa khu Hòa Điền
  - Hòa Điền (和田市)
- Thành phố cấp huyện trực thuộc châu tự trị Kizilsu
  - Artux (阿图什市)
- Thành phố cấp huyện trực thuộc châu tự trị Bayingolin
  - Korla (库尔勒市)
- Các thành phố cấp huyện trực thuộc châu tự trị Ili
  - Y Ninh (伊宁市)
  - Kuytun (奎屯市)
  - Khorgas (霍尔果斯市)
- Các thành phố cấp huyện trực thuộc châu tự trị Xương Cát
  - Xương Cát (昌吉市)
  - Phụ Khang (阜康市)
- Các thành phố cấp huyện trực thuộc châu tự trị Bortala
  - A Lạp Sơn Khẩu (阿拉山口市) (thành phố cấp phó địa)
  - Bác Lạc (博乐市)
- Các thành phố cấp phó địa trực thuộc Binh đoàn sản xuất và xây dựng Tân Cương
  - Thạch Hà Tử (石河子市)
  - Aral (阿拉尔市)
  - Tumxuk (图木舒克市)
  - Ngũ Gia Cừ (五家渠市)
  - Bắc Đồn (北屯市)
  - Thiết Môn Quan (铁门关市)
  - Song Hà (双河市)
  - Kokdala (可克达拉市)
  - Côn Ngọc (昆玉市) (nằm ở địa khu Hòa Điền)
  - Hồ Dương Hà (胡杨河市) (nằm ở địa khu Tháp Thành)

### Khu tự trị Tây Tạng
6 thành phố cấp địa khu trực thuộc khu tự trị
- Lhasa (拉萨市)
- Xigazê (日喀则市)
- Qamdo (昌都市)
- Nyingchi (林芝市)
- Sơn Nam (山南市)
- Nagqu (那曲市)

## Danh sách các thành phố theo cácĐặc khu hành chính

### Đặc khu hành chính Hồng Kông
xem Danh sách các đô thị ở Hồng Kông

### Đặc khu hành chính Macao
xem Danh sách các đô thị và khu vực ở Ma Cao